# Situationsetik
Situationsetik innebär att etiskt beslutsfattande är kontextuellt betingat och anpassat efter varje specifik situation. Detta står då i motsättning till generella etiska regler som ska följas villkorslöst, till exempel moralisk absolutism, även om gränsen mellan situationsetik och regeletik enligt vissa är flytande. 
Den första situationsetikern var Aristoteles som betonade varje situations särskilda omständigheter och menade att man istället för att ställa upp fasta principer som reglerar handlingslivet skulle sträva efter att uppnå praktisk vishet. Moralisk kunskap kan enligt Aristoteles således endast uppnås genom erfarenheten då ingen situation är den andra lik.
Man kan i utilitarismen – som i korthet går ut på att maximera det goda – finna exempel på situationsetik. Denna benämns handlingsutilitarism och ser till varje enskild handlings konsekvenser.